# Reichsstadt Pfeddersheim
Die Reichsstadt Pfeddersheim (heute: Worms-Pfeddersheim) war ein Territorium des Deutschen Reiches.

## Vorgeschichte

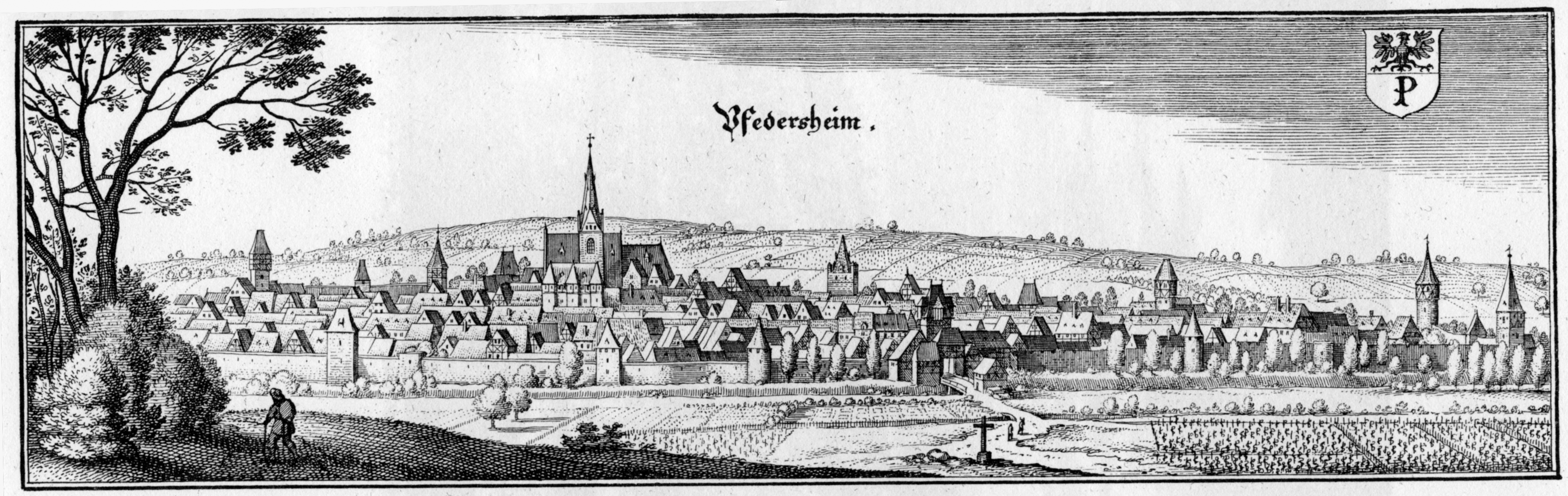
Pfeddersheim in der Topographia Germaniae

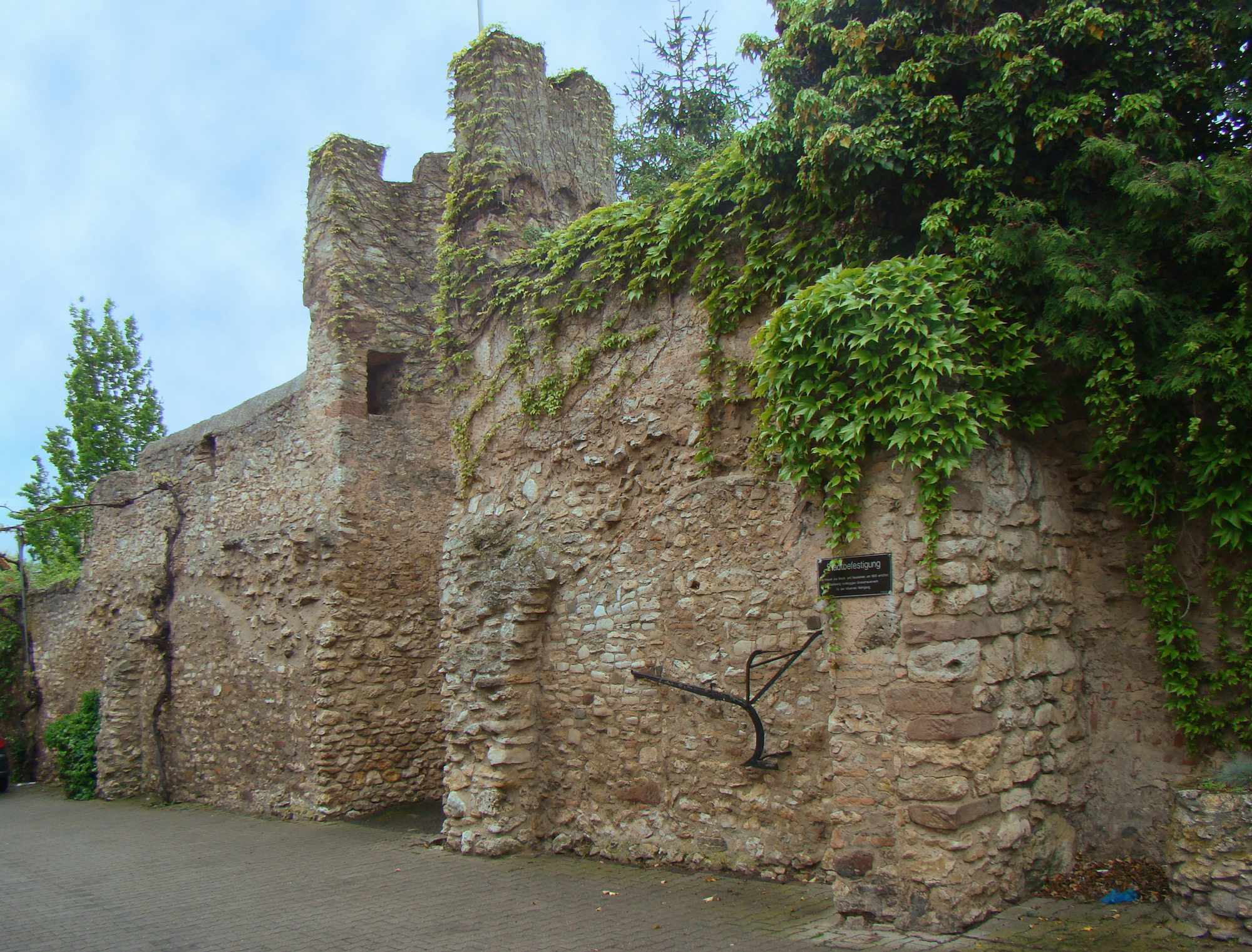
Halbturm der Stadtbefestigung von Pfeddersheim, gegenüber Ringstraße 3

Die älteste erhaltene Urkunde, die Pfeddersheim nennt, stammt von 754. Seit dem 10. Jahrhundert bestand nördlich des Ortes das Benediktinerkloster St. Georgenberg, als Filiale der Abtei Gorze. Weltliche Herrschaftsrechte hatte zunächst der Bischof von Metz. Sie kamen 1166 in einem Tausch an die Herren von Bolanden. Mindestens zwischen 1251 und 1276 befand sich Pfeddersheim im Besitz der mit der Familie von Bolanden verwandten Herren von Hohenfels. Im 12. und 13. Jahrhundert entwickelte sich die Gemeinde zur Stadt. Ab dem 13. Jahrhundert entstand die Stadtbefestigung, die um 1500 ihren Endausbau erreichte und in Abschnitten heute noch erhalten ist.

## Reichsstadt
Zwischen 1304 und 1308 erhielt Pfeddersheim von König Albrecht I. Stadtrechte und war spätestens seit dieser Zeit auch Reichsstadt. Die entsprechende Urkunde ist nicht erhalten. Geschlossen wird die Stadterhebung daraus, dass Pfeddersheim in einer Urkunde von 1304 als „villa“ (Dorf) und in der nächst folgend erhaltenen von 1308 als „opidum“ (Stadt) bezeichnet wird. Da die Urkunde über die Stadterhebung fehlt, gibt es über die Gründe für die Stadterhebung lediglich eine Reihe von Vermutungen. Anlässlich der Stadterhebung bekam Pfeddersheim das Stadtrecht des benachbarten Oppenheim verliehen. Die Rechte des Königs in der Stadt wurden durch den Reichslandvogt der Wetterau ausgeübt, der auch für Oppenheim zuständig war.

## Verpfändung
Aber bereits wenig später verpfändete Kaiser Ludwig IV. seine Rechte als Stadtherr an die Herren von Falkenstein. Der genaue Zeitpunkt ist nicht gesichert. Eventuell geschah das schon kurz vor 1317, andere nehmen 1330 an. Die Summe, die durch die Verpfändung von Pfeddersheim abgesichert wurde, betrug zunächst 600 Pfund Heller und wurde ab 1331 mehrfach erhöht oder angepasst. 1368 waren es 7848 Gulden, womit sich der Pfandbetrag mehr als verzehnfacht hatte. Entsprechend wurde auch der Umfang des Pfandes erhöht: Waren es zunächst Hoheits- und finanzielle Rechte, folgten denen später noch das Schultheißenamt und die Reichsburg. Von seinem Recht, das Pfand wieder einzulösen, machte das Reich nie Gebrauch. Die Reichsstadt Pfeddersheim stand bei diesem Vorgang nicht alleine. Ähnlich ging es der Reichsstadt Gelnhausen (1349) und selbst der Reichsstadt Frankfurt (1349/1360). In der Praxis bedeutete das für die Stadt Pfeddershein, dass die jeweiligen Pfandinhaber faktisch Stadtherren wurden.
Das Pfandrecht an der Stadtherrschaft wechselte mehrfach:
- 1317 / 1330 hielt die Familie Falkenstein das Pfand.
- 1368 verpfändet Philipp VI. von Falkenstein aus akuter Finanznot Pfeddersheim für 5000 Gulden an Erzbischof Kuno II. von Falkenstein von Trier, seinen Onkel.[17]
- 1387 befand sich das Recht erneut bei der Herrschaft Falkenstein.
- 1409 fiel die Pfandschaft nach dem Tod des letzten männlichen, weltlichen Falkensteiners, Philipp VII., an dessen Vetter, Werner von Falkenstein.
- Nach dessen Tod 1418 und dem dadurch erfolgten Aussterben der Falkensteiner kam es erst 1420 zur endgültigen Erbteilung. Dabei blieb die Erbengemeinschaft hinsichtlich Pfeddersheim bestehen. Beteiligt waren an ihr die Familien:
  - Virneburg: 1/2 der Stadtherrschaft und 1/5 der Einkünfte
  - Sayn: 1/4 der Stadtherrschaft und 1/5 der Einkünfte, 1421 an Kurmainz
  - Isenburg: 1/4 der Stadtherrschaft und 1/5 der Einkünfte, 1421 an Kurmainz
  - Bernhard II. von Solms: 1/5 der Einkünfte
  - Johannes von Solms: 1/5 der Einkünfte
- 1451[18] kaufte der Erzbischof von Mainz die bei Virneburg und Solms liegenden Anteile.
- 1460 bildete Pfeddersheim das Pfand für 9000 Gulden die Kurmainz der Kurpfalz aus dem Vertrag schuldete, der die Mainzer Stiftsfehde nach der Schlacht von Pfeddersheim im Juli 1460 beendete. Der Umfang der Pfandschaft wurde 1462 noch einmal ausgeweitet.
- 1465 überließ Kurmainz die Stadt Pfeddersheim für weitere 7848 Gulden endgültig der Kurpfalz.

Die Kurpfalz ordnete die Wahrnehmung ihrer Rechte – vielleicht schon ab 1465, sicher aber seit dem 16. Jahrhundert – bis zum Ende des 18. Jahrhunderts ihrem Oberamt Alzey zu. Die Pfandherren wurden vor Ort von einem Beamten vertreten, der ihre Rechte wahrnahm. In der Regel wurde der zunächst als „Amtmann“ bezeichnet, manchmal auch als „Keller“ oder später als „Fauth“ (Vogt). Ab 1684 trug er den Titel „Oberschultheiß“.

## Weitere Stadtentwicklung

### Außenbeziehungen
Am 1. März 1379 verlieh König Wenzel der Stadt das Marktrecht. 1381 trat Pfeddersheim als achte Stadt dem Rheinischen Städtebund bei, ebenfalls 1381 auch dem Schwäbischen Städtebund und ab dem gleichen Jahr ist ein Stadtsiegel bezeugt, das den thronenden König zeigt. 1384 bestätigte König Wenzel die Privilegien der Stadt. Im Rahmen des vom Rheinischen Städtebund geführten „Städtekrieges“ fand 1388 die Schlacht von Pfeddersheim statt. 1412 wurden Satzungen der Zünfte aufgestellt und bestätigt, 1448 ein Gerichtsbuch angelegt.
Die wirtschaftliche Entwicklung der Stadt blieb Ende des 15. Jahrhunderts stecken und die Stadt weitgehend agrarisch geprägt. Im Bauernkrieg solidarisierten sich die Bürger mit den aufständischen Bauern. In der dritten Schlacht bei Pfeddersheim am 23./24. Juni 1525 wurde die Stadt von gegnerischem Militär eingekreist. Ein Ausfall misslang und 5.000 Bauern und Stadtbürger fanden den Tod.

### Innere Verfassung
Die innere Verfassung der Stadt ist aufgrund mangelnder Quellen vor dem 16. Jahrhundert nur schwer zu fassen.
Der Stadtrat entstand aus dem Kreis der Schöffen des noch dörflichen Gerichts und hatte 14 Mitglieder, die das Amt auf Lebenszeit innehatten. Die Funktion der Schöffen blieb für die Ratsmitglieder erhalten. Diese wurden mit Stimmenmehrheit kooptiert, wobei der mitwählende Amtmann das doppelte Stimmrecht hatte. Für eine Reihe von Geschäften war die Mitwirkung eines Ausschusses aus der Bürgerschaft „die drei aus der Gemeinde“ erforderlich. Im 17. Jahrhundert – also faktisch nach dem Ende der reichsstädtischen Zeit – wurde noch der Stadtschreiber 15. Mitglied des Stadtrates.
Bis 1332 stand an der Stadtspitze ein Bürgermeister, danach waren es zwei, die jeweils ein Jahr amtierten. Das Bürgermeisteramt des Rates wechselte in der durch die Amtsjahre bestimmten Reihenfolge unter den Ratsmitgliedern. Ab 1477 musste der andere Bürgermeister aus der Bürgerschaft (der nicht im Rat vertretenen Männer) stammen. Er wurde vom Amtmann, dem Stadtrat und den „Dreien aus der Gemeinde“ gewählt. Wählbar war jeder Bürger der Stadt.
Die Stadt war in 10 „Letzen“ (Wohnbezirke) eingeteilt, an deren Spitze ein „Letzenmeister“ stand. Diese Letzenmeister entwickelten sich zunehmend zu einer Interessenvertretung der Bürger gegenüber dem Rat.
Das Stadtgericht von Pfeddersheim hatte die niedere und die hohe Gerichtsbarkeit inne. Materiellrechtliche Grundlage waren „Gewohnheit und Recht von Pfeddersheim“.

## Ende
Das formale Ende des Status als Reichsstadt von Pfeddersheim erfolgte mit dem Westfälischen Frieden 1648, faktisch aber schon viel früher. Die Mediatisierung schon für 1330 anzunehmen, erscheint zu früh, angesichts der „städtischen“ Aktivitäten, die Pfeddersheim auch dann noch entfaltete. Sie auf das Jahr 1465 festzulegen, erscheint zu willkürlich. Heinrich Boos nimmt – nicht unumstritten – 1525 an.
Der Verlust der Eigenschaft einer Reichsstadt ergab sich aus der Kombination mangelnder wirtschaftlicher Entwicklung ab dem Ende des 15. Jahrhunderts und der dauerhaften Verpfändung der Stadtherrschaft an die Kurpfalz ab 1465. Pfeddersheim erlangte nie einen Sitz in einem Reichskreis oder im Reichsstädtekollegium des Reichstages des Heiligen Römischen Reiches, als sich diese Institutionen in der frühen Neuzeit festigten.